# Каган, Виктор Ефимович
Ви́ктор Ефи́мович Ка́ган (2 сентября 1943, Томск) — доктор медицинских наук (Россия), M.D., Ph.D. (США). Ученик проф. С. С. Мнухина. Автор первого в России фундаментального исследования аутизма у детей и первых книг о нём для врачей и родителей, один из пионеров детской психосексологии в СССР/России, автор концепции трансметодологической психотерапии. Член Независимой психиатрической ассоциации России, почётный член Восточно-европейской ассоциации экзистенциальной психотерапии. Член учёного совета Института экзистенциальной психологии и жизнетворчества (Москва).
Круг научных и творческих интересов: психиатрия и детская психиатрия, сексология, психотерапия, литература, фотография.

## Биография
В 1966 г. окончил Ленинградский педиатрический медицинский институт. После службы в армии (1966—1967) работал психиатром в г. Уральске (Казахстан). В 1970—1973 гг. — психиатр в 3-й психиатрической больнице Ленинграда, а с 1973—1985 — психиатр-психотерапевт в городском отделении по лечению неврозов у детей при 26-й детской поликлинике (Ленинград).
С 1985 по 1989 гг. — ассистент кафедры психиатрии факультета усовершенствования врачей Ленинградского педиатрического медицинского института, а с 1990 по 1992 гг. — заведующий основанным им доцентским курсом детской психологии и психосоматики при той же кафедре.
В 1992—1999 гг. — соучредитель, научный директор, психотерапевт в Институте психотерапии и консультирования «Гармония» (С.-Петербург), в 1996—1998 гг. заведующий кафедрой психиатрии факультета социальной медицины Государственной Академии им. Маймонида.
В 2000—2013 гг. — clinical psychologist, Vericare Management, Dallas, TX, USA.
С 2012 по настоящее время — приглашённый преподаватель в The Institute of Humanistic and Existential Psychology (Birŝtonas, Lithuania) и в Московском институте психоанализа. Член редакционных советов «Независимого психиатрического журнала», международных журналов «EXISTENTIA: психология и психотерапия» и «Экзистенциальная традиция: философия, психология, психотерапия».
Член редколлегии международного журнала «Семь искусств».

## Научная деятельность
В 1977 году в Ленинградском научно-исследовательском психоневрологическом институте им. Бехтерева защитил кандидатскую диссертацию «Синдром аутизма у детей», a в 1991 там же — докторскую диссертацию «Половая идентичность у детей и подростков в норме и патологии». Является автором многих научных публикаций в отечественной и зарубежной прессе, в том числе более 30 книг, среди которых:
- Исаев Д. Н., Каган В. Е. Половое воспитание детей. — Л.:Медицина, 1979. —184 с.
- Каган В. Е. Аутизм у детей. — Л.:Медицина, 1981. —208 с.
- Gittelman M. (Ed.) Strategic interventions for hyperactive children (col. monogr.) — Armonk, New York& Sharp Inc., 1981. — 215 p. ISBN 0-87332-202-9
- Исаев Д. Н., Каган В. Е. Психогигиена пола у детей. Руководство для врачей. — Л.:Медицина, 1986. —336 с.
- Исаев Д. Р., Каган В. Е. Половое воспитание детей. Медико-психологические аспекты. —Л.:Медицина, 1988. — 160 с. ISBN 5-225-00203-X
- Каган В. Е. Неконтактный ребёнок. — Л.:Медицина, 1989. —128 с. ISBN 5-225-01628-6
- Каган В., Левин А. Семья, дитя, врач. — Таллинн: Валгус, 1990. — 104 с. ISBN 5-440-00689-3
- Каган В. Е. Воспитателю о сексологии. — М.: Педагогика, 1991. — 256 с. ISBN 5-7155-0424-4
- Бадхен А., Каган В. Новая психология и духовное измерение. — СПб.:Гармония, 1995. — 120 с. ISBN 5-85494-022-1
- Каган В. Преодоление. Неконтактный ребёнок в семье. — СПб.:Фолиант, 1996. — 155 с. ISBN 5-86581-007-3
- Каган В. Е. Маймонид и помогающая психология. Учебное пособие. — М., Спб.:Смысл. 1996. — 56 с. ISBN 5-85494-024-8
- Циркин С. Ю. (Ред.) Справочник по психологии и психиатрии детского и подросткового возраста (коллект. монограф.). — Изд. Питер, 1-е изд. 1999. — 752 с. ISBN 5-314-001108-X; 2-е изд., 2014. — 896 с. ISBN 5-318-00115-7
- Левин А., Каган В. Ребёнок, семья и медицина. — Таллинн: ТЕА, 2000. — 120 с. ISBN 9985-71-156-4; на эстонском яз. Levin A., Kagan V. Laps, perekond ja meditsiin. — Tallinn: TEA, 2000. —119 s. ISBN 9985-71-132-7
- Каган В. Понимая себя. Взгляд психотерапевта. — М.:Смысл. 1-е изд. 2002. — 268 с. ISBN 5-89357-108-8; 2-е изд. 2016— 287 с. ISBN 5-89357-339-8; 3-е изд. 2024 - 287 с. ISBN 978-5-89357-421-0
- Golbin A., Kravitz H., Keith L.(Eds.) Sleep Psychiatry (col. monogr). — London, New York: Taylor & Francis, 2004. — 412 p. ISBN 1-84214-145-7
- Каган В. Искусство жить. Человек в зеркале психотерапии. 1-е изд. — М.:Смысл, Альпина нон-фикшн. 2010. — 420 с. ISBN 978-5-89357-262-9; 2-е изд. — М.:Смысл. 2013. — 415 с. ISBN 987-5-89357-319-0.
- Каган В. Е. Организационная психология: обучающий тестовый контроль. — М.:Смысл, 1999. — 96 с. ISBN 5-89357-057-X
- Каган В. Е. Практическая психология для психологов и врачей: обучающий тестовый контроль. — М.: Смысл, Академический проект. 1999. — 807 с. ISBN 5-89357-056-1
- Кочюнас Р. (Ред). Психотерапия жизнью. Интенсивная терапевтическая жизнь Александра Алексейчика (кол. монограф.) — Вильнюс: HEPI, 2008. — 416 с. ISBN 978-9955-873-01-3
- Алексейчик А., Идрисов Г., Каган В. Разговоры о психотерапии. — Вильнюс: HEPI, 2011. —200 с. ISBN 978-9955-873-03-7
- Каган В. Е. Аутята. Родителям об аутизме. — Изд. Питер, 2015. — 160 с. ISBN 978-5-496-01486-1
- Каган В.Е. Смыслы психотерапии. — М.: Смысл, 2018. — 482 с. ISBN 978-5-89357-374-9
- Каган В. Е. Искусство жить в зеркале психотерапии. 3-е изд. — М.: Смысл, 2019. — 415 с. ISBN 978-5-89357-391-6; Каган В. Е. Искусство жить в зеркале психотерапии. 4-е изд. — М.: Смысл, 2024. — 415 с.  ISBN 978-5-89357-422-7
- Каган В. Е. Аутизм у детей. 2-е дополн. изд. — М.: Смысл, 2020. — 384 с. ISBN 977-5-89357-397-8

## Литературная деятельность
Стихи, эссеистика, публицистика и проза В. Кагана публиковались во многих российских и зарубежных печатных и сетевых изданиях. Книги стихотворений:
- Каган В. Долгий Миг. — СПб.:Гармония, 1994, — 94 с. ISBN 5-85494-013-2
- Каган В. Молитвы безбожника. — Рязань: Поверенный. 2006, 2007. —248 с. ISBN 5-93550-108-7
- Каган В. Превращение слова. — М.:Водолей, 2009. — 280 с. ISBN 978-5-9796-0048-2
- Каган В. Петли времени. — М.:Водолей, 2012. — 319 с. ISBN 978-5-91763-100-4
- Каган В. Вслушиваясь. Перевод с англ. книги стихотворений Gary Whited Having listened. Двуязычное изд. — Pawcatuck:Homеbound Publ., 2015. — 117 p. ISBN 978-1-938846-59-5
- Каган В. Отражения. Стихофотопись. — Charleston:CreateSpace, USA.2016. — 230 p. ISBN 978-1-5239-7678-2
- Каган В. Новое несовершенство: верлибры. — Изд. решения. 2017. — 156 с. ISBN 978-5-4483-7957-4
- Каган В. Музы Припарнасья. — Изд. решения. 2017. — 244 с. ISBN 978-5-4485-7752-9
- Каган В. Обстоятельства речи. — Издательские решения, 2018. — 446 с. ISBN 978-5-4490-3374-1
- Каган В. Е. Зелёные блики.— Издательские решения, 2018. — 90 с. ISBN 978-5-4490-3360-4
- Ганс Гюнтер Адлер Стихи из концлагеря. Перевод с немецкого. — Изд. 1-е Ганновер: Еврейская старина, 2019. — 251 с. ISBN 978-0-244-24718-8; E-book ISBN 978-0-244-54719-6; Изд. 2-е — Ганновер: Еврейская Старина, М.,: Московский Институт Психоанализа, 2021. ISBN 978-0-244-54719-6-
- Виктор Каган. Против стрелки. — Издательские решения, 2020. — 244 с. ISBN 978-5-4498-1204-9
- Виктор Каган. Вечерние медитации. Перевод с английского стихотворений Tom Greening. Двуязычное издание. — Ганновер: Семь искусств, 2023. — 250 с. ISBN 978-1-447-780687
- Виктор Каган. Эхо псалмов. - Ганновер: Еврейская Старина, 2025. - 196 стр. ISBN ISBN 978-1-326-97576-0

## Премии и награды
- 2005, 2008 — Дипломант Международного литературного Волошинского конкурса
- 2009 — Лауреат премии «Серебряный век» (по итогам книжной ярмарки «Нон-фикшн»)
- 2019 — Золотая Психея за книгу «Смыслы психотерапии» 2018